# Gort (Ultimatum alla Terra)
Gort è un robot immaginario, creato dallo scrittore Harry Bates, con il nome di Gnut, per il suo romanzo di fantascienza del 1940 Addio al padrone (Farewell to the Master), e protagonista inoltre della trasposizione cinematografica del romanzo nei due film di fantascienza del 1951 Ultimatum alla Terra, diretto da Robert Wise, e del 2008 nel Ultimatum alla Terra, diretto da Scott Derrickson.
Nel film del 2008, il nome GORT, o G.O.R.T., è un acronimo di Genetically Organized Robotic Technology (tradotto in italiano come Generatore Organico Robo-Tecnologico).
Gort è considerato una delle icone del cinema di fantascienza del periodo della guerra fredda.

## Biografia del personaggio

### Ultimatum alla Terra(1951)
Gort è un robot alto due metri e mezzo, apparentemente costruito da un unico pezzo di "metallo flessibile". Egli è solo uno dei tanti membri di una "razza di robot" creata da una confederazione interplanetaria (descritta come "una specie di Nazioni Unite a livello planetario" da Klaatu, che è un rappresentante di quella confederazione) per proteggere i propri cittadini da ogni aggressione distruggendo qualsiasi aggressore. Klaatu lo descrive come il rappresentante di una forza di polizia interstellare, che detiene poteri irrevocabili per "preservare la pace" distruggendo qualsiasi minaccia. La paura di provocare questi robot funge da deterrente contro l'aggressione. A tal fine, Gort accompagna Klaatu nella sua missione per consegnare un ultimatum alla gente della Terra: la confederazione interplanetaria non si occupa di politica interna umana; tuttavia, se l'umanità minaccia di usare armi atomiche contro gli altri pianeti, la Terra verrà distrutta per garantire la sicurezza della galassia.
Gort non parla, ma può ricevere e seguire comandi verbali (incluso il celebre "Klaatu barada nikto", pronunciato dal personaggio di Helen Benson, interpretata dall'attrice Patricia Neal, verso la fine del film del 1951), così come comandi non verbali: a un certo punto, Klaatu comunica con Gort usando segnali riflessi da una torcia elettrica presa in prestito. Le sue capacità non si limitano a questo poiché Gort viene anche mostrato mentre agisce di propria sponte, sia per proteggere Klaatu che per liberarsi dall'involucro in un blocco di plastica. Gort può anche azionare macchinari altamente complessi ed è sia il pilota che il capitano della nave che trasporta Klaatu sulla Terra. Tutti i membri della sua "razza" hanno navi simili che usano per pattugliare i pianeti.
Apparentemente disarmato, Gort è in realtà armato con un'arma simile a un laser che viene proiettata da sotto una visiera sulla sua testa. L'arma "ha sciolto le pistole di diversi soldati [sic] dalle loro mani senza ferirli affatto, e pochi secondi dopo è stata usata per fondere carri armati e artiglieria senza danneggiare i loro occupanti o gli oggetti circostanti." Gort è anche costantemente consapevole delle condizioni fisiche e della posizione di Klaatu, senza che Klaatu abbia bisogno di indossare un dispositivo di localizzazione di alcun tipo. Gort non è noto per essere danneggiabile con alcun mezzo a disposizione dell'umanità e può - nonostante la resistenza - distruggere la Terra stessa se viene sufficientemente provocato. Per la maggior parte del film, Gort rimane immobile di fronte alla sua nave, parcheggiata in uno stadio di baseball nel centro di Washington, vicino alla Casa Bianca. Scienziati e ricercatori militari tentano di esaminare sia il robot che la nave.

### Ultimatum alla Terra(2008)
La natura di Gort viene quasi completamente alterata nel remake del 2008 Ultimatum alla Terra. Il nome di Gort è qui presentato come un acronimo, assegnato al robot dall'esercito e dagli scienziati degli Stati Uniti: G.O.R.T., che sta per Genetically Organized Robotic Technology, tradotto nel doppiaggio in italiano come Generatore Organico Robo-Tecnologico. L'acronimo è usato solo una volta. G.O.R.T. è significativamente più alto del Gort ogirinale, essendo alto 28 piedi (8,5 m) anziché 8 piedi (2,4 m). Proprio come il Gort originale, G.O.R.T. non parla. A differenza del Gort originale, G.O.R.T. è sulla Terra specificatamente per salvarla dall'umanità: se la razza umana non recede dalla sua distruttività ecologica entro un certo lasso di tempo, distruggerà l'umanità per salvare la biosfera terrestre. G.O.R.T. viene neutralizzato da Klaatu alla fine del film con un massiccio impulso elettromagnetico.
G.O.R.T. è costituito da un vasto sciame di dispositivi microscopici simili a insetti che possono autoreplicarsi attraverso il consumo di materia ed energia: queste nano-macchine sono in grado di consumare qualsiasi sostanza tocchino, indipendentemente dalla durezza o densità del materiale consumato, e possono volare oltre che strisciare. Queste nano-macchine possono essere utilizzate come un'arma del giorno del giudizio, potenzialmente consumando tutto il materiale su un pianeta. Oltre a questa modalità di attacco, G.O.R.T. nasconde un'arma laser sotto una fessura simile a una visiera sulla sua testa, che può anche essere usata per hackerare i veicoli aerei senza pilota, come i droni General Atomics RQ-1 Predator. Può anche generare un suono debilitante ad alta frequenza e un campo elettromagnetico che interrompe tutti i dispositivi elettrici in un ampio raggio.
Questo G.O.R.T. ha 5 dita su ogni mano, invece delle mani a guanto del robot del 1951; i suoi piedi, tuttavia, non hanno dita. Caratteristiche come i polsini, la cintura, la visiera e gli stivali del primo Gort sono spariti. Il G.O.R.T. del 2008 ha un design della superficie complessiva più semplicistico che da vicino sembra "muoversi" a causa della sua composizione nanorobotica.

## Sviluppo

### Addio al padrone(1940)
L'ispirazione per il personaggio di Gort sembra essere vagamente basata sul personaggio di Gnut, personaggio protagonista del racconto breve del 1940 Addio al padrone (Farewell to the Master, un racconto breve del 1940 scritto da Harry Bates, pubblicato nella rivista di letteratura di fantascienza Astounding Science Fiction (attualmente distribuita con il titolo di Analog Science Fiction and Fact) e usato da Andrew Phillips come base per la sceneggiatura del film Ultimatum alla Terra del 1951.
Nel racconto, Gnut è una statua verde capace di muoversi. Apparentemente è al servizio di Klaatu, ma che alla fine del racconto si rivela esserne in realtà il padrone. Gnut viene descritto con un aspetto molto più umano rispetto al robot del film, capace anche di espressioni emotive. Viene descritto nel quarto paragrafo del racconto come un gigante alto 8 piedi (2,4 m) costruito in metallo verdastro, muscolatura inclusa. Gnut è un robot molto più raffinato e avanzato rispetto ai robot umani. Gnut cammina con un "ritmo quasi senza scatti che solo lui tra i robot possedeva" e le sue mani hanno "dita di metallo resistenti".
Viene data particolare rilevanza agli occhi del robot: "occhi rossi illuminati internamente [che] erano così fissi che ogni osservatore sentiva di essere fissi solo su se stesso". Verso la fine del racconto il volto di Gnut è descritto con "muscoli di metallo". Ciò differisce notevolmente da entrambe le rappresentazioni cinematografiche che usano una visiera per rappresentare gli occhi di Gort, con pochissime altre caratteristiche facciali. Gnut parla al personaggio principale alla fine del racconto, mentre le rappresentazioni cinematografiche rimuovono del tutto la sua capacità di parlare.

### Ultimatum alla Terra(1951)
Nel film Ultimatum alla Terra del 1951, Gort viene interpretato dall'attore alto 2,31 m Lock Martin, indossando una spessa tuta di gommapiuma progettata e costruita da Addison Hehr. Sono state create due tute, allacciate alternativamente sul davanti o sul dietro in modo che il robot apparisse senza soluzione di continuità da qualsiasi angolazione nelle riprese (anche se cammina davanti alla telecamera durante la scena in cui Gort prende Neal e la cucitura anteriore è brevemente visibile). Una statua in fibra di vetro di Gort è stata utilizzata anche per i primi piani dello sparo della sua arma a raggio di energia o quando una scena richiedeva che rimanesse fermo. Per massimizzare l'altezza del robot, la tuta di Gort è stata realizzata con dei rialzi nelle suole degli stivali. In alcune scene, Martin riusciva a vedere davanti a sé attraverso la visiera della tuta e sotto l'ampio mento e la mascella del robot erano presenti dei fori per l'aria, visibili in diversi primi piani della testa di Gort.

### Ultimatum alla Terra(2008)
Nel remake Ultimatum alla Terra del 2008, il nome del robot alieno GORT viene giustificato come acronimo di Genetically Organized Robotic Technology (tradotto in italiano come Generatore Organico Robo-Tecnologico). A differenza della versione del 1951, questo G.O.R.T. è generato completamente in CGI.

## Klaatu barada nikto
Il personaggio di Gort è noto nella cultura di massa, anche per il comando che ne disattiva la modalità distruttiva del pianeta Terra. Nel primo film, tale frase, Klaatu barada nikto, viene pronunciata da Helen Benson (Patricia Neal), su istruzione di Klaatu (Michael Rennie), rivolta a Gort. La frase, in una presunta lingua aliena, viene pronucniata per la prima volta nel film Ultimatum alla Terra (The Day the Earth Stood Still, 1981) e nuovamente nel suo remake del 2008. La traduzione traduzione della frase non viene fornita in nessuno dei due film. La frase è stata inserita nel remake su insistenza di Keanu Reeves, che la pronuncia quando Gort reagisce alla sparatoria, sebbene le parole siano molto distorte.
La Robot Hall of Fame descrive la frase come "uno dei comandi più famosi della fantascienza", mentre Frederick S. Clarke di Cinefantastique ne parla come della "frase più famosa mai detta da un alieno".
Dall'uscita del primo film la frase è entrata nell'immaginario collettivo, apparendo in molti altri opere, come Tron (1982), Il ritorno dello Jedi (1983) L'armata delle tenebre (1992), Toys - Giocattoli (1992) e Sonic 2 (2022).

## Accoglienza
L'articolo pubblicato dalla Robot Hall of Fame descrive Gort, che "comunica le conseguenze letali del conflitto umano", come "una delle immagini più memorabili della cultura pop dell'era della Guerra Fredda" che "incarna la minaccia dell'ignoto e dell'insolito". Nello stesso articolo viene ricordato che Don Marinelli, professore di teatro e direttore dell'Entertainment Technology Center dell'Università Carnegie Mellon, di Gort ha affermato: "rappresenta un momento spartiacque nell'ideologia della fantascienza. Gort è stata una reazione a un mondo impantanato nel relativismo esistenziale post-Olocausto, alla fede in concetti definibili di "bene e male" e altri dettami sociali e morali... La proposizione che esista un senso assoluto di giusto e sbagliato, o accettabile e inaccettabile, è un dibattito politico che continua a dettare pace e conflitto in tutto il mondo di oggi.".
Owen Gleiberman di Entertainment Weekly, scrive che il G.O.R.T. del remake del 2008 "non è così sdolcinato" e che "è come una statuetta Oscar super alta, un pezzo di ossidiana che scatena il caos".

## Citazioni e omaggi
- Una replica di dimensioni 1:1 del Gort del film del 1951 è esposto alla Science Fiction Museum and Hall of Fame di Seattle, nello stato di Washington, negli Stati Uniti.
- Un'altra replica è esposta al Carnegie Science Center di Pittsburgh, in Pennsylvania, sempre negli Stati Uniti, nella Robot Hall of Fame.
- Una replica di Gort è pubblicata sul sito The Robot Man, compagna che offre differenti replice di celebri robot cinematografici e televisivi.[6]
- Una replica di Gort dal film del 1951 compare nell'episodio della ottava stagione della serie televisiva The Big Bang Theory, La concitazione del fraintendimento (The Misinterpretation Agitation, trasmesso il 30 ottobre 2014), nella "stanza dei giochi" del Dottor Oliver Lorvis (Billy Bob Thornton), nella quale chiude a chiave Sheldon (Jim Parsons), Leonard (Johnny Galecki), Howard (Simon Helberg) e Raj (Kunal Nayyar), che quasi non si accorgono di essere stati sequestrati.[7]
- Nel videogioco Xenoblade Chronicles 2 del 2017 è presente un personaggio minore di nome Gort. Si tratta di un mercenario che ruba i Core Crystals ed è il patrigno violento di Lora.
- Nell'universo di Guerre stellari i Gort sono piccole creature dotate di piume blu originarie del pianeta Yavin 4. Un personaggio appartenente a questa specie è Nicta. Un altro personaggio del medesimo universo chiamato Gort è un Houk presente nella Maggot's Cantina, nello spazioporto di Anzat, mentre il cavaliere Jedi Aayla Secura è alla ricerca del Jedi Oscuro Sora Bulq.